# ケンプ・ランド

南極大陸におけるケンプ・ランドの位置（赤色）

ケンプ・ランド(Kemp Land)は南極大陸のケンプ海岸とその内陸に当たる細長い領域を指す呼称である。オーストラリア南極領土の一部としては、南極大陸の東経56度25分から東経59度34分の間を指し、他の南極大陸の地域名と同様に、北端は南緯60度線で区切られている。西ではエンダービーランドと接し、東ではマック・ロバートソン・ランドと接する。ケンプランドにはオイガーデン諸島と呼ばれる大きな諸島がある。
ケンプランドの標高は最大で3346フィート（1020メートル）に達する。

## 探検
ケンプ・ランドの名は1833年にこの地を発見したことを報告したブリッグ船「マグネット」号の乗員であったピーター・ケンプにちなむ。1930年、ダグラス・モーソンの率いるイギリス・オーストラリア・ニュージーランド南極調査探検隊は、「ディスカバリー」号からエンダービーランドとマック・ロバートソン・ランドの交差点付近でケンプ・ランドの海岸線を確認し、描図した。1936年、この海岸線はイギリスのRRSウィリアムスコアズビーが再び海図に描いた。